# Лигута, Степан Романович
Степан Романович Лигута (1942—2012) — советский и российский военный деятель и педагог, кандидат военных наук, профессор, генерал-лейтенант. Начальник  ЛВВИУС имени Ленсовета — СПбВВИУС (1989—1995) и Военной академии связи имени С. М. Будённого (1995—1998).

## Биография
Родился 2 января 1942 года в Житомирской области, Украинской ССР.
С 1961 года призван в ряды Советской армии и с 1962 по  1965 год проходил обучение в Киевском высшем военном инженерном дважды Краснознамённом училище связи имени М. И. Калинина. 
С 1965 года служил в воинских и специальных частях Войск связи Министерства обороны СССР. С 1965 по 1969 год служил в должностях: командир телефонного взвода, заместитель командира телефонной роты по технической части и командир телефонной роты. 
С 1969 по 1973 год обучался в Военной академии связи имени С. М. Будённого. С 1973 по 1976 год — командир отдельного батальона дальней связи. С 1976 по 1981 год — начальник штаба бригады связи в составе Ленинградского военного округа. С 1981 по 1989 год служил в составе Группы советских войск в Германии в должности командира бригады связи. В 1989 году проходил обучение на Высших академических курсах при Военной ордена Ленина Краснознамённой ордена Суворова академии Генерального штаба Вооружённых Сил СССР имени К. Е. Ворошилова. 
С 1989 по 1995 год — начальник Ленинградского высшего военного инженерного училища связи имени Ленсовета (с 1991 года — Санкт-Петербургского высшего военного инженерного училища связи). С 1995 по 1998 год — начальник Военной академии связи имени С. М. Будённого.
С 1998 года в запасе. После отставки был избран руководителем Санкт-Петербургской общественной организации «Союз ветеранов СПбВВИУС».
Скончался 9 января 2012 года в Санкт-Петербурге.

## Награды
- Орден «За службу Родине в Вооружённых Силах СССР» III степени
- Заслуженный работник связи Российской Федерации[1][2][3].